# Looking for love in the lost land of dreams
Looking for love in the lost land of dreams is een studioalbum van de Brit Dave Brock. Het verscheen dan wel onder de naam Brock, maar de lijst van musici (en ook muziek) laat het “skelet” van Hawkwind zien (horen). Hawkwind leidde een sluimerend bestaan en er was dus tijd om gewoon maar wat te proberen in de eigen geluidsstudio.

## Musici
- Dave Brock – zang, gitaar, basgitaar, theremin, toetsinstrumenten, elektronische drums;
- Jason Stuart – toetsinstrumenten (2)
- Richard Chadwick – slagwerk en percussie (9, 10, 13 en 14).

## Muziek
| Nr. | Titel                     | Duur |
| --- | ------------------------- | ---- |
| 1.  | World of ferment          | 0:53 |
| 2.  | A lover’s whim            | 5:29 |
| 3.  | That day in december      | 1:13 |
| 4.  | Higher plane              | 4:14 |
| 5.  | Lazy days                 | 7:50 |
| 6.  | Who do you think you are? | 6:08 |
| 7.  | Sunrise drive             | 3:51 |
| 8.  | We took the wrong step    | 5:11 |
| 9.  | The chief                 | 2:30 |
| 10. | It’s never too late       | 4:34 |
| 11. | Opaque                    | 3:20 |
| 12. | Dreams                    | 6:40 |
| 13. | The kiss                  | 4:16 |
| 14. | Ecstasy                   | 2:31 |
| 15. | Menace to society         | 4:47 |
| 16. | Goodnight                 | 0:51 |